# ألعاب قناة ديزني

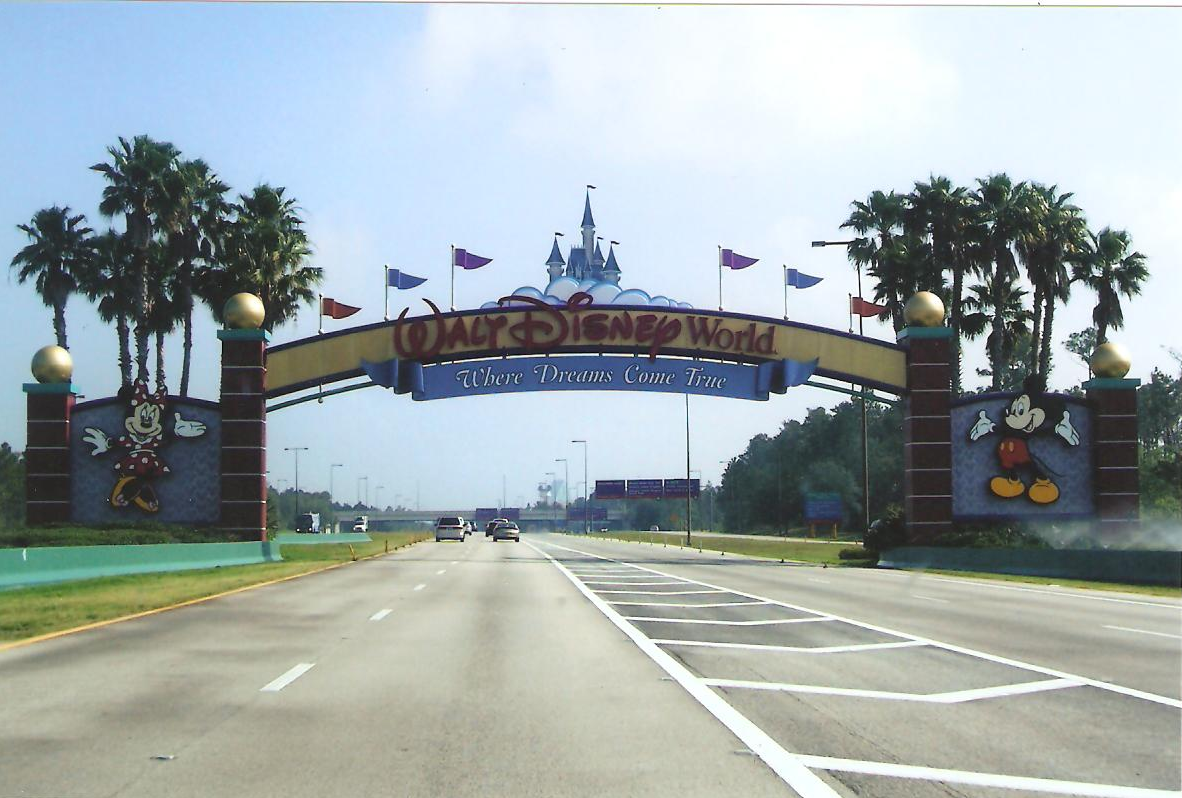
ديزني لاند فلوريدا

ألعاب ديزني هي ألعاب أمريكية متلفزة تشبه الألعاب الأولمبية، يقوم عليها كل من فيل لويس، برايين ستبنك، تفني تورتن، وجايسن أرلز، بُثت هذه الألعاب قناة ديزني في الفترة الصيفية ما بين 2006 و2008 وكذلك خلال سنة 2011، وانقطعت سنة 2008 لتجدد سنة 2011، يشارك في مسابقات البرنامج الفنانون الذين يمثلون في مختلف المسلسلات التي تبثها قناة ديزني، وبنفس الشخصيات.

## ألعاب قناة ديزني: 2006
ألعاب 2006 تم تصويرها في كاليفورنيا، وتم إنتاجها من طرف 7ATE9 Entertainment.

## ألعاب قناة ديزني:2007-2008
في 2007 و2008 تم تصوير الألعاب في ملعب للرياضات العالمية [الفرنسية] وأيضاً في منتجع ديزني لاند فلوريدا في الولايات المتحدة الأمريكية.
حيث تم إنتاج ألعاب 2007 من طرف قناة ديزني، في المقابل تم إنتاج ألعاب 2008 من طرف قناة أي بي سي [الفرنسية] وPenn/Bright Entertainment.

## توقف بث ألعاب ديزني
في 4 فبراير 2009 أكد الناطق الرسمي باسم ديزني أن الألعاب العالمية لقناة ديزني لن يتم بثها في تلك السنة، نظراً لنقص في الممثلين، حيث كانوا منشغلين بتصوير الأفلام وبالقيام بجولاتهم الفنية؛ إضافة إلى أسباب أخرى.
أما بخصوص سنة 2010 فلم تتم برمجة الألعاب.

## روابط خارجية
- ألعاب قناة ديزني على موقع ميتاكريتيك (الإنجليزية)